# John Sherwood
John Sherwood, född 4 juni 1945 i Selby i North Yorkshire, är en brittisk före detta friidrottare.
Sherwood blev olympisk bronsmedaljör på 400 meter häck vid sommarspelen 1968 i Mexico City.